# Disciplinkompaniet
Värvade arméns disciplinkompani, ofta endast benämnt Disciplinkompaniet (DK), var ett förband inom den svenska armén som verkade mellan 1872 och 1897. Disciplinkompaniet bildades 1872 ur Kronoarbetskåren och förlades inledningsvis på Karlsborgs fästning. Kompaniet flyttade i maj 1885 till Varbergs fästning och avvecklades den 30 april 1897.
I disciplinkompaniet ingick värvade soldater och sjömän från armén och flottan som "straffat ut sig", det vill säga till följd av upprepade bestraffningar bedömts olämpliga för fortsatt tjänstgöring. De som sändes till disciplinkompaniet fick där tillbringa resterande del av sin undertecknade tjänstgöringstid. Ungefär 100 man ingick i disciplinkompaniet.